# Aribert Reimann (Historiker)
Aribert Reimann (* 14. März 1969 in Lübeck) ist ein deutscher Historiker.
Reimann studierte nach dem Abitur am Ostsee-Gymnasium Timmendorfer Strand von 1990 bis 1994 Neuere Geschichte und Philosophie an der Eberhard Karls Universität Tübingen und war Stipendiat der Studienstiftung des deutschen Volkes. 1994 legte er sein Magisterexamen ab und wurde 2000 bei Dieter Langewiesche promoviert. Von 2001 bis 2008 war er als wissenschaftlicher Mitarbeiter und Assistent am Historischen Seminar der Universität zu Köln am Lehrstuhl von Hans-Peter Ullmann tätig, erhielt von 2005 bis 2007 ein Forschungsstipendium der Gerda-Henkel-Stiftung und habilitierte sich 2008. Danach war er bis 2013 Thompson-DAAD-Fellow und Tutor in Neuerer Europäischer Geschichte am Wadham College der University of Oxford. Von 2013 bis 2018 war er wissenschaftlicher Mitarbeiter in der Abteilung für Iberische und Lateinamerikanische Geschichte des Historischen Instituts der Universität zu Köln und Leiter eines vom European Research Council geförderten Forschungsprojekts zur Geschichte des politischen Exils in Mexiko.

## Schriften
- Der große Krieg der Sprachen. Untersuchungen zur historischen Semantik in Deutschland und England zur Zeit des Ersten Weltkriegs, Essen: Klartext-Verlag, 2000 (= Schriften der Bibliothek für Zeitgeschichte, Neue Folge, Bd. 12), ISBN 3-88474-858-0 (Dissertation).
- Der Erste Weltkrieg – Urkatastrophe oder Katalysator?, in: Aus Politik und Zeitgeschichte B 29/30 (2004), S. 30–38, full text im OpenAccess
- Dieter Kunzelmann – Avantgardist, Protestler und Radikaler, Göttingen: Vandenhoeck & Ruprecht, 2009 (= Kritische Studien zur Geschichtswissenschaft, Bd. 188), ISBN 978-3-525-37010-0 (Habilitationsschrift).
- Transnational District. European political exile in Mexico City, 1939–1959 (KUPS – Kölner UniversitätsPublikationsServer, 2020), full text im OpenAccess